# Viceministerio de Salud Pública del Perú
El Viceministerio de Salud Pública del Perú es el Despacho Viceministerial dependiente del Ministerio de Salud responsable de proponer y conducir la implementación, evaluación y supervisión de la política sectorial de salud pública, así como las intervenciones de promoción y protección de la salud de la población.

## Funciones
- Formular, proponer, implementar, ejecutar, evaluar y supervisar la política de salud pública, orientadas al mediano y largo plazo, así como a las intervenciones de promoción y protección de la salud de la población, de conformidad con la respectiva política nacional de salud.
- Coordinar, orientar y supervisar las actividades que cumplen los órganos del Ministerio y demás entidades en el ámbito de su sector, conforme a su Reglamento de Organización y Funciones.
- Expedir Resoluciones Viceministeriales en el ámbito de su competencia.
- Las demás que le asigne la ley y el Reglamento de Organización y Funciones

## Estructura
- Dirección General de Políticas y Normatividad en Salud Pública
- Dirección General de Intervenciones Estratégicas en Salud Pública
- Dirección General de Promoción de la Salud y Gestión Territorial
- Dirección General de Salud Ambiental e Inocuidad Alimentaria
- Dirección General de Gestión del Riesgo de Desastres y Defensa Nacional en Salud
- Centro Nacional de Epidemiología, Prevención y Control de Enfermedades
- Escuela Nacional de Salud Pública
- Dirección de Salud de Lima Metropolitana

## Lista de viceministros

### Viceministros de Salud
- Óscar Urteaga Ballón
- Melitón Arce Rodríguez (1985-1988)
- Luis Alberto Távara Orozco (1988-1989)
- David Tejada Pardo (1990)
- Víctor Cuba Oré (1990-1991)
- Germán Guerrero de los Ríos (1991)
- Salomón Zavala Sarrio (1991-1993)
- Eduardo Yong Motta (1993-1994)
- Alejandro Aguinaga Recuenco (1994-1999)
- Alejandro Javier Mesarina Gutiérrez (1999-2000)
- Arturo Vasi Paez (2000-2001)
- Carlos Manuel Quimper Herrera (2001)
- Fernando Carbone Campoverde (2001-2002)
- Óscar Ugarte Ubilluz (2002)
- Carlos Rodríguez Cervantes (2002-2003)
- Ysmael Francisco Núñez Sáenz (2003-2004)
- Eduardo Henry Zorrilla Zakoda (2004-2005)
- José del Carmen Sara (2005-2006)
- Diego Blas Fernández Espinosa (2006-2007)
- José Gilmer Calderón Yberico (2007)
- Melitón Arce Rodríguez (2007-2010)
- Zarela Solís Vásquez (2010-2011)[1]
- Enrique Jacoby Martínez (2011-2012)[2]
- Percy Luis Minaya León (2012)[3]
- José del Carmen Sara (2012-2014)[4]

### Viceministros de Salud Pública
- Aníbal Velásquez Valdivia (2014)
- Percy Luis Minaya León (2014-2016)
- Silvia Ester Pessah Eljay (2016-2017)
- Juan Eulogio Arroyo Laguna (2017)[5]
- Mónica Giuliana Meza García (2017-2018)
- Percy Rudy Montes Rueda (2018)[6]
- María del Carmen Calle Dávila (2018)[7]
- Claudia María Teresa Ugarte Taboda (2018-2019)[8]
- Neptalí Santillán Ruiz (2019)
- Gustavo Martín Rosell De Almeida (2019-2020)[9]
- Nancy Adriana Zerpa Tawara (2020)[10]
- Luis Antonio Nicolás Suárez Ognio (2020-2021)
- Percy Luis Minaya León (2021)
- Gustavo Martín Rosell de Almeida (2021-2022)
- Jorge López Peña (2022)